# کاترین روشتو-استومپورفسکی
کاترین روشتو-استومپورفسکی (آلمانی: Katrin Rutschow-Stomporowski؛ زادهٔ ۲ آوریل ۱۹۷۵) قایقران روئینگ اهل آلمان است.
از افتخارات وی میتوان به کسب مدال طلا قایقرانی روئینگ در بازی‌های المپیک تابستانی ۱۹۹۶ و بازی‌های المپیک تابستانی ۲۰۰۴ اشاره کرد.